# Fédération suédoise de handball
La fédération suédoise de handball (suédois : Svenska Handbollförbundet, SHF) est fondée en 1930. Elle affiliée à la Fédération internationale de handball (IHF) (depuis 1946, en tant que membre fondateur) et à la EHF (depuis 1991). Son siège se situe à Stockholm.

## Compétitions organisées
Compétitions internationales
- Championnat du monde masculin de handball 1954
- Championnat du monde masculin de handball 1967
- Championnat du monde junior masculin de handball 1977
- Championnat du monde junior masculin de handball 1979
- Championnat du monde masculin de handball 1993
- Championnat du monde masculin de handball 2011
- Championnat du monde masculin de handball 2023[1]
- Championnat du monde féminin de handball 2023[1]

Compétitions Continentales
- Championnat d'Europe masculin de handball 2002
- Championnat d'Europe féminin de handball 2006
- Championnat d'Europe féminin de handball 2016
- Championnat d'Europe masculin de handball 2020[1]

## Présidents
- Harald Schulze : de 1930 à 1935
- Erik Balck : de 1935 à 1939
- Ernst Eriksson : de 1939, interim
- Gösta Björk (en) : de 1939 à 1948, président de l'IHF de 1946 à 1950
- Paul Högberg (en) : de 1948 à 1967, président de l'IHF de 1971 à 1984
- Curt Wadmark (en) : de 1967 à 1973
- Allan Adolfsson : de 1973 à 1976
- Åke Pernelid : de 1976 à 1979
- Staffan Holmqvist : de 1979 à 1995, président de l'EHF de 1991 à 2004
- Per à Olof Söderblom : de 1995 à 2006
- Arne Elovsson : de 2006 à 2008
- Hans Vestberg (en) : de 2008 à 2016
- Fredrik Rapp : de 2016 à